# Лекани
Лекани или Мунчино, Мунджонос,Мунджанос (на гръцки: Λεκάνη, Лекани, до 1926 година Μούντζινος, Мундзинос) е село в Гърция, дем Места, административна област Източна Македония и Тракия.

## География
Селото е разположено на 740 m надморска височина в центъра на Урвил (Леканис Ори) на 20 km западно от Кръстополе (Ставруполи).

## История

### Етимология
Според Йордан Н. Иванов Мумжулус, Мунжулус е преиначена турска форма на *Момчулос < *Момчилос < *Момчилово.

### В Османската империя
На австро-унгарската военна карта е отбелязано като Мунджунус (Mundžunus).
Към 1900 година според статистиката на Васил Кънчов („Македония. Етнография и статистика“) Мунджанос е село в Саръшабанска каза и брои 350 жители турци.
Според Георги Попаянов, селото е населявано от помаци.

### В Гърция
В 1913 година Мунчино попада в Гърция след Междусъюзническата война. Според гръцката статистика, през 1913 година в Мунчино (Μούντζινος) живеят 1946 души.
През 1926 година името му е сменено от Мунджинос (Μούντζινος) на Лекани (Λεκάνη).
Българска статистика от 1941 година показва 2000 жители.
Селяните произвеждат тютюн, картофи, като се занимават и със скотовъдство.
| Име               | Име        | Ново име       | Ново име       | Описание                               |
| ----------------- | ---------- | -------------- | -------------- | -------------------------------------- |
| Карамелик         | Καραμελίκ  | Панагия        | Παναγία        | връх в Урвил (1053,1 m), З от Мунчино  |
| Стана             | Στάνα Τεπέ | Мандра         | Μάνδρα         | връх в Урвил (1155,9 m), Ю от Мунчино  |
| Чалда             | Τσάλντα    | Агиос Георгиос | Αγιος Γεώργιος | местност в Урвил, З от Мунчино         |
| Чал               | Τσάλ       | Кастаниес      | Καστανιές      | връх в Урвил (1298,4 m), ЮЗ от Мунчино |
| Типова или Камено | Τίποβα     | Платома        | Πλάτωμα        | връх в Урвил (1095,8 m), ЮЗ от Мунчино |
| Дарова            | Ντάροβα    | Диавасис       | Διάβασις       | местност в Урвил, СИ от Мунчино        |
| Арменова          | Ἀρμένοβα   |                | Ἀρμένης        | връх в Урвил (1136 m), СИ от Мунчино   |
| Сипова            | Σίποβα     | Плагия         | Πλαγιὰ         | връх в Урвил (1100,3 m), СЗ от Мунчино |
| Чалаки            | Τσαλάκι    | Ватитопос      | Βαθύτοπος      | връх в Урвил (1202 m), С от Мунчино    |

| Година    | 1913 | 1920 | 1928 | 1940 | 1951 | 1961 | 1971 | 1981 | 1991 | 2001 | 2011 | 2021 |
| --------- | ---- | ---- | ---- | ---- | ---- | ---- | ---- | ---- | ---- | ---- | ---- | ---- |
| Население | 1946 | 1729 | 1193 | 1959 | 1836 | 1470 | 871  | 906  | 632  | 608  | 485  | 368  |

## Личности
Родени в Мунчино
- Ставрос Диамандопулос (р. 1947), гръцки футболист